# NGC 3827
NGC 3827 ist eine spiralförmige Radiogalaxie vom Hubble-Typ Sm im Sternbild Löwe an der Ekliptik. Sie ist schätzungsweise 138 Mio. Lichtjahre von der Milchstraße entfernt und hat einen Durchmesser von etwa 35.000 Lj.
Im selben Himmelsareal befinden sich u. a. die Galaxien NGC 3834, NGC 3857, NGC 3859, NGC 3864.
Das Objekt wurde am 29. Dezember 1861 von dem Astronomen Heinrich Louis d’Arrest entdeckt.